# 4387 Tanaka
A 4387 Tanaka (ideiglenes jelöléssel 4829 T-2) a Naprendszer kisbolygóövében található aszteroida. Cornelis Johannes van Houten,  Ingrid van Houten-Groeneveld,  Tom Gehrels fedezte fel 1973. szeptember 19-én.